# Karina Berger
Karina Berger (Canton Zurigo, ...) è una modella svizzera, eletta Miss Svizzera 1988.
Vincendo il titolo nazione della Svizzera, la Berger ha guadagnato il titolo di rappresentare la propria nazione nella maggioranza dei concorso di bellezza internazionali che si sono svolti nell'anno successivo. 
Ha quindi rappresentato la Svizzera a Miss Mondo 1988 a Londra ed a Miss Universo 1989 a Cancún. Tuttavia in entrambi i casi non è riuscita a superare le fasi preliminari del concorso ne ad ottenere piazzamenti significativi.
Invece Karina Berger ha vinto il concorso Miss Globe International 1989, che si è svolto a Focea, in Turchia. A Miss Globe International, la modella svizzera è riuscita a battere la venezuelana Eva Lisa Ljung, che invece l'aveva superata a Miss Universo 1989 giungendo sino alle semifinali del concorso.